# Veli-Matti Savinainen
Veli-Matti Savinainen, född 5 januari 1986 i Esbo, är en finländsk ishockeyspelare som spelar för Jokerit i KHL. Han har tidigare spelat för Leksands IF i SHL och för Tappara i FM-ligan. Savinainen har också spelat i Ässät som vann FM-ligan i ishockey 2012/2013.